# Paul Verlaine
Paul Marie Verlaine (Metz, 30 de marzo de 1844-París, 8 de enero de 1896), conocido como Paul Verlaine, fue un poeta lírico francés, asociado inicialmente con los parnasianos y posteriormente vinculado al movimiento simbolista. Junto con Stéphane Mallarmé y Charles Baudelaire, formó los llamados Decadentes. Se le considera uno de los máximos representantes del fin de siècle en la poesía francesa e internacional.
En lo tocante a la lírica hay en la obra de Verlaine una diversidad de tendencias que muestra un mundo literario donde todo está mediado por la metáfora y la alegoría. Uno de los poetas franceses más puramente líricos, Verlaine fue un iniciador de la palabra-música moderna y marcó una transición entre los poetas románticos y los simbolistas. Su mejor poesía rompió con la retórica sonora de la mayoría de sus predecesores y demostró que la lengua francesa, incluidos los clichés cotidianos, podía comunicar nuevos matices de sentimiento humano mediante la sugestión y una vaguedad trémula que cautivan al lector desarmando su intelecto: las palabras podían usarse simplemente por su sonido para crear una música más sutil, un hechizo más potente que su significado cotidiano. Contenidoa intelectuales o filosóficos explícitos están ausentes en su mejor obra. Su descubrimiento de la musicalidad íntima de la lengua francesa fue sin duda instintivo, pero, durante sus años más creativos, fue un artista consciente que buscaba constantemente desarrollar su talento único y «reformar» la expresión poética de su nación.

## Biografía

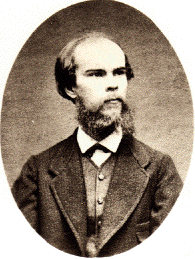
Paul Verlaine hacia 1868.

De familia perteneciente a la pequeña burguesía, Verlaine nació el 30 de marzo de 1844 en el número 2 de la Rue de la Haute-Pierre, en el centro histórico de Metz. Su padre, como el de Arthur Rimbaud, era capitán del ejército, y provenía de la localidad belga de Bertrix, en la región valona. Criado en el seno de una familia católica, fue bautizado en la Iglesia de Nuestra Señora de la Asunción.
A temprana edad abandona Lorena y se traslada con la familia a la capital francesa, donde hizo sus estudios y llegó a trabajar en el ayuntamiento de París. Frecuentó los cafés y salones literarios parisinos, y en 1866 colaboró en el primer Parnaso contemporáneo publicando los Poemas saturnianos, influenciados por Baudelaire, aunque ya anunciaban el «esfuerzo hacia la Expresión, hacia la Sensación devuelta» (carta a Mallarmé del 22 de noviembre de 1866), propósito que desarrollaría en sus mejores obras. En el año 1869, las Fiestas galantes, fantasías evocadoras del siglo XVIII de Watteau, confirmaban esta orientación. En 1870, se casó con Mathilde Mauté, a quien escribió La buena canción.
Al mes siguiente, la joven pareja empezó a vivir con los padres de Mathilde, fue entonces cuando Arthur Rimbaud aparece en su vida y la cambia completamente. Rimbaud se muda con ellos por invitación de Verlaine, quien había descubierto el genio precoz del adolescente. Al poco tiempo ambos se hacen amantes y, después de que el comportamiento de Rimbaud escandalizara a los círculos literarios parisienses, Verlaine deja a su mujer y se va con el joven poeta a Londres. Durante este viaje, escribe una gran parte de la colección Romanzas sin palabras.

### Arthur Rimbaud

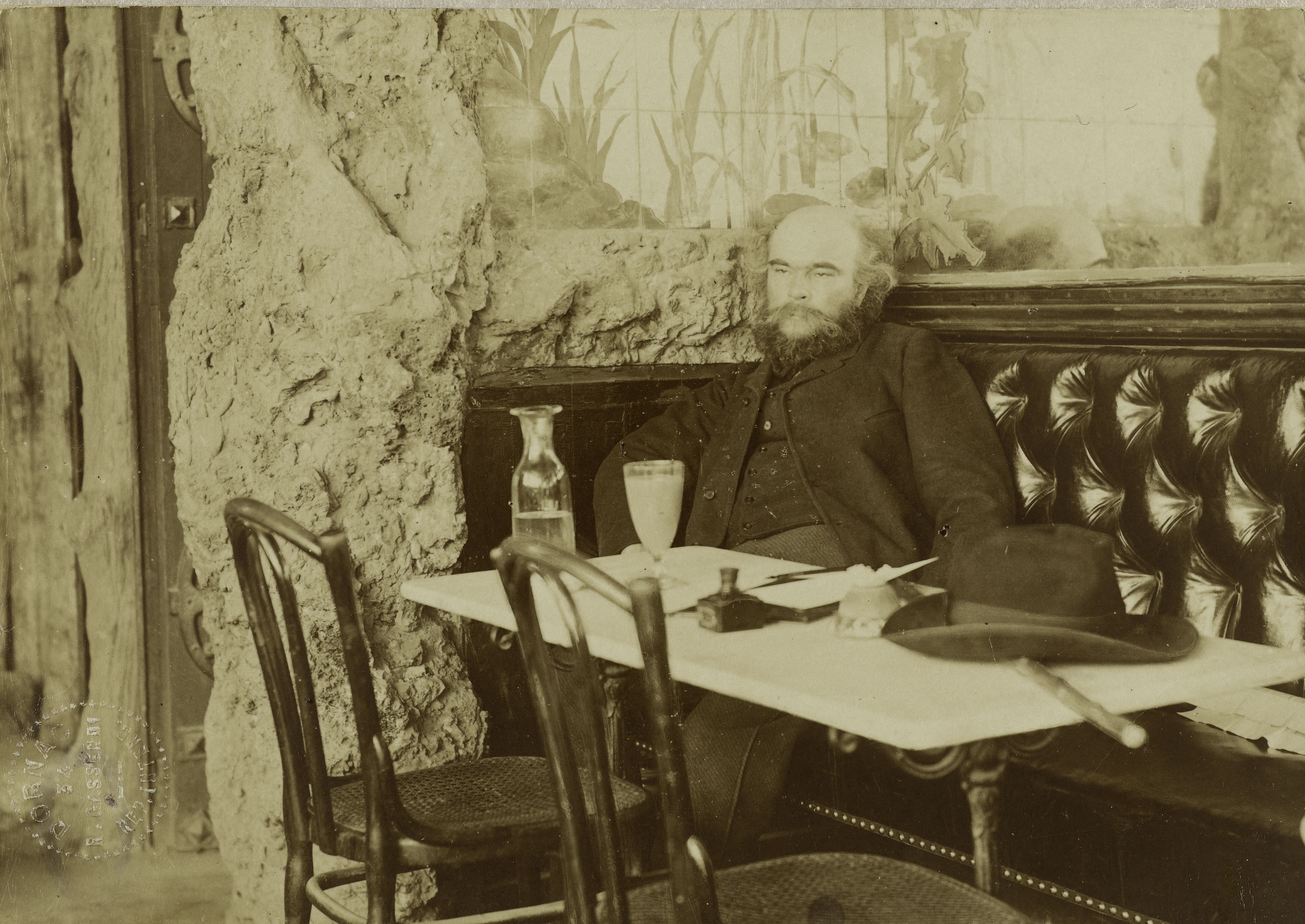
En el café, fotografiado por Dornac.

En julio de 1873 viaja con Rimbaud a Bruselas (Bélgica). El 10 de julio de 1873, Verlaine dispara dos veces sobre su joven amante, que resulta herido en una muñeca. El poeta es condenado por el juez Théodore t'Serstevens a dos años de cárcel, que cumple, primero en Bruselas y, posteriormente en el nuevo penal de Mons. Durante su estancia en la prisión (octubre de 1873 a enero de 1875) Verlaine elabora la base de un libro que no verá nunca la luz (Carcelariamente). Su esposa obtiene la separación, tras un proceso iniciado en 1871. En prisión abraza nuevamente la fe católica, y de esta conversión procede probablemente el abandono de Carcelariamente y la idea de recopilar Sabiduría, que formará parte, con Antaño y hogaño (1884) y Paralelamente (1888), de una gran antología.
Al salir de prisión, vuelve nuevamente a Inglaterra y después a Rethel, donde ejerce como profesor. En 1883, publica en la revista Lutèce la primera serie de los «poetas malditos» (Stéphane Mallarmé, Tristan Corbière, Arthur Rimbaud), que contribuye a darlo a conocer. Junto con Mallarmé, es tratado como maestro y precursor por los poetas simbolistas y decadentistas. En 1884, publica Antaño y hogaño, que marca su vuelta a la vanguardia literaria, aunque el libro estuviera compuesto fundamentalmente por poemas anteriores a 1874.
A partir de 1887, a medida que su fama crece, cae en la más negra de las miserias. Sus producciones literarias de esos años son puramente alimentarias. En esta época pasa el tiempo entre el café y el hospital. En sus últimos años fue elegido «Príncipe de los Poetas» (en 1894) y se le otorga una pensión. Prematuramente envejecido, muere en 1896 en París, a los 51 años por sobredosis de sustancias alucinógenas. Al día siguiente de su entierro, varios paseantes cuentan un hecho curioso: la estatua de la Poesía, ubicada en la plaza de la Ópera, perdió un brazo, que se rompió junto con la lira que sujetaba, en el momento en que el coche fúnebre de Verlaine pasaba por allí:

| Il pleure dans mon coeur Comme il pleut sur la ville; Quelle est cette langueur Qui pénètre mon coeur ? Ô bruit doux de la pluie Par terre et sur les toits ! Pour un coeur qui s'ennuie, Ô le chant de la pluie ! Il pleure sans raison Dans ce coeur qui s'écoeure. Quoi ! nulle trahison ?... Ce deuil est sans raison. C'est bien la pire peine De ne savoir pourquoi Sans amour et sans haine Mon coeur a tant de peine ! | Llueve en mi corazón como llueve en la ciudad; ¿Qué es esta languidez que penetra mi corazón? ¡Oh dulce ruido de la lluvia por tierra y en los techos! Para un corazón que se aburre, ¡Oh el canto de la lluvia! Llora sin razón este corazón descorazonado. ¡Qué! ¿ninguna traición?... Este luto es sin razón. Es bien la peor pena de no saber por qué sin amor y sin odio mi corazón tiene tanta pena. |

## Influencia
La influencia de Verlaine fue grande entre sus coetáneos y no hizo más que crecer tras su fallecimiento, tanto en Francia como en el resto del mundo. En castellano, el modernismo no puede entenderse sin la figura de Verlaine. La obra de algunos grandes poetas del ámbito hispánico, como Rubén Darío, Manuel Machado, José Martí o Pablo Neruda son consecuencia directa o indirecta de la del poeta francés.
En la serie de manga y anime Bungō Stray Dogs, el personaje homónimo está basado en él.

## Anécdota
Las dos primeras estrofas del poema «Chanson d'automne» («Canción de otoño») fueron la contraseña elegida por los aliados en la Segunda Guerra Mundial para dar la señal a la resistencia francesa de que se iniciaba el desembarco de Normandía:

Les sanglots longs

Des violons

De l’automne

Blessent mon cœur

D’une langueur

Monotone.

## Obras
Los más selectos: 

### Poemas
- Poemas saturnianos (1866)
- Las amigas (1867)
- Fiestas galantes (1869)
- La Buena canción (1870)
- Romanzas sin palabras (1874)
- Celulariamente (poemario escrito en la cárcel [1873-1874], publicado por primera vez en 1992 y traducido al español por Pedro José Vizoso en 2020)
- Sabiduría (1880; 2.ª ed. 1891)
- Antaño y hogaño (1884)
- Amor (1888)
- Paralelamente (1889)
- Dedicatorias (1890)
- Mujeres (1890)
- Hombres (título en español en el original, 1891)
- Canciones para ella (1891)
- Liturgias íntimas (1892)
- Elegías (1893)
- Odas en su honor (1893)
- En los limbos (1894)
- Epigramas (1894)
- Carne (póstumo, 1896)
- Invectivas (póstumo, 1896)
- Biblio-sonetos (póstumo, 1913)
- Obras olvidadas (póstumo, en tres volúmenes 1926-1929)

### Prosa
- Los poetas malditos (1884)
- Louise Leclercq (1886)
- Memorias de un viudo (1886)
- Mis hospitales (1891)
- Mis prisiones (1893)
- Quince días en Holanda (1893) (2025)
- Los hombres de hoy (Veintisiete biografías de poetas y literatos, 1885-1893)
- Confesiones (1895)

## Galería

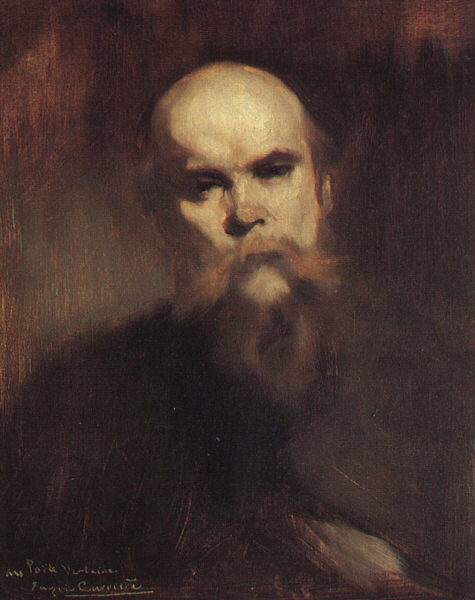
Retrato de Verlaine por Eugène Carrière.
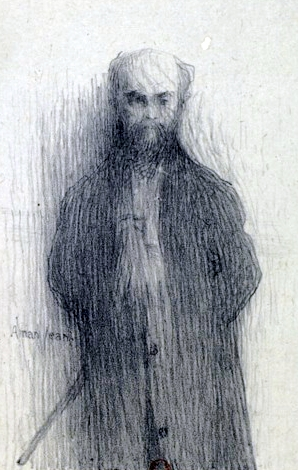
Ilustración de Verlaine por Edmond Aman-Jean.
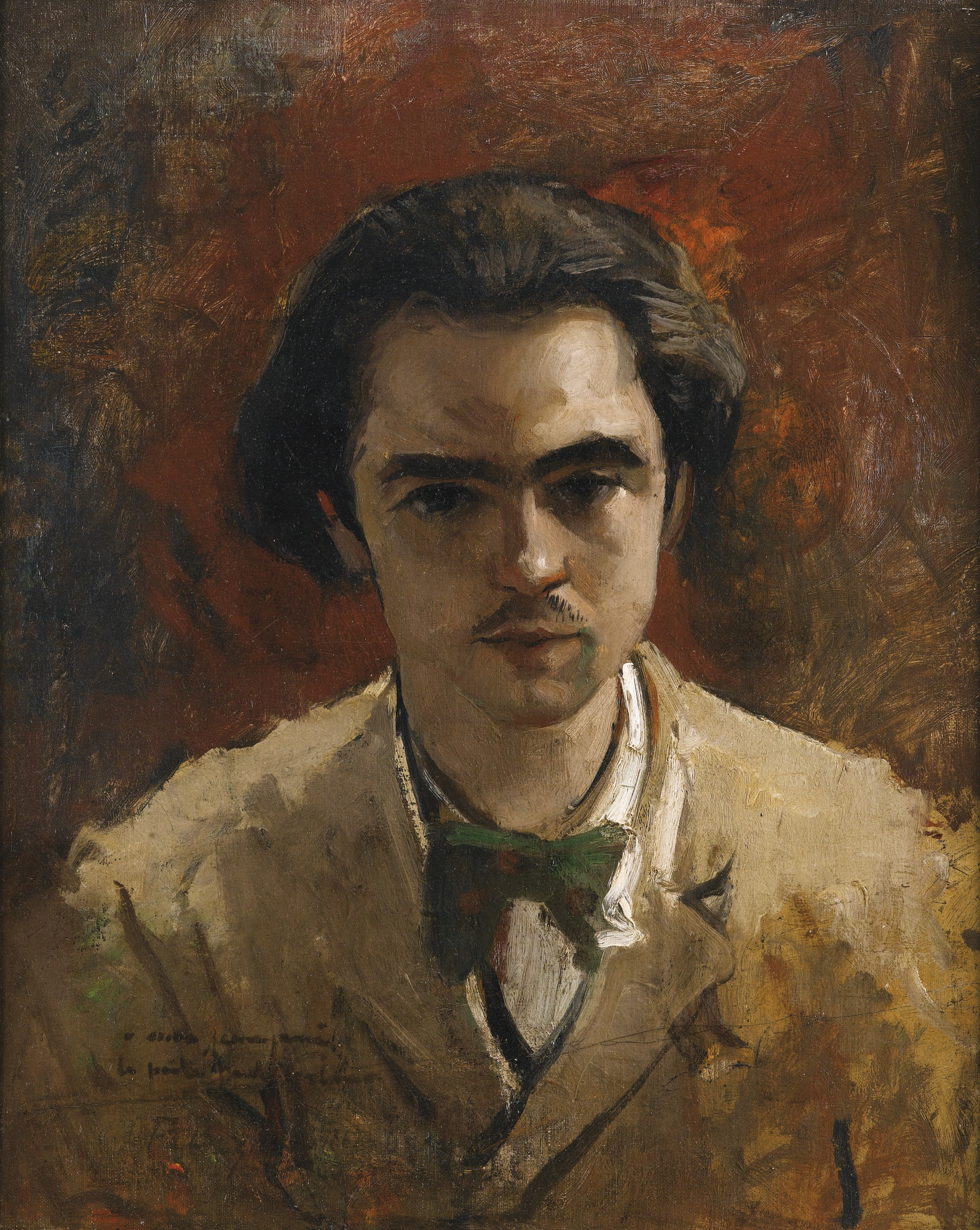
Retrato de Verlaine por Gustave Courbet.
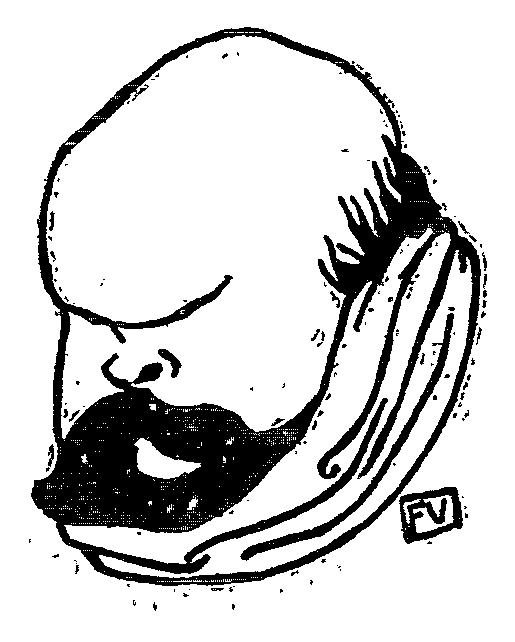
Caricatura de Verlaine por Félix Vallotton.
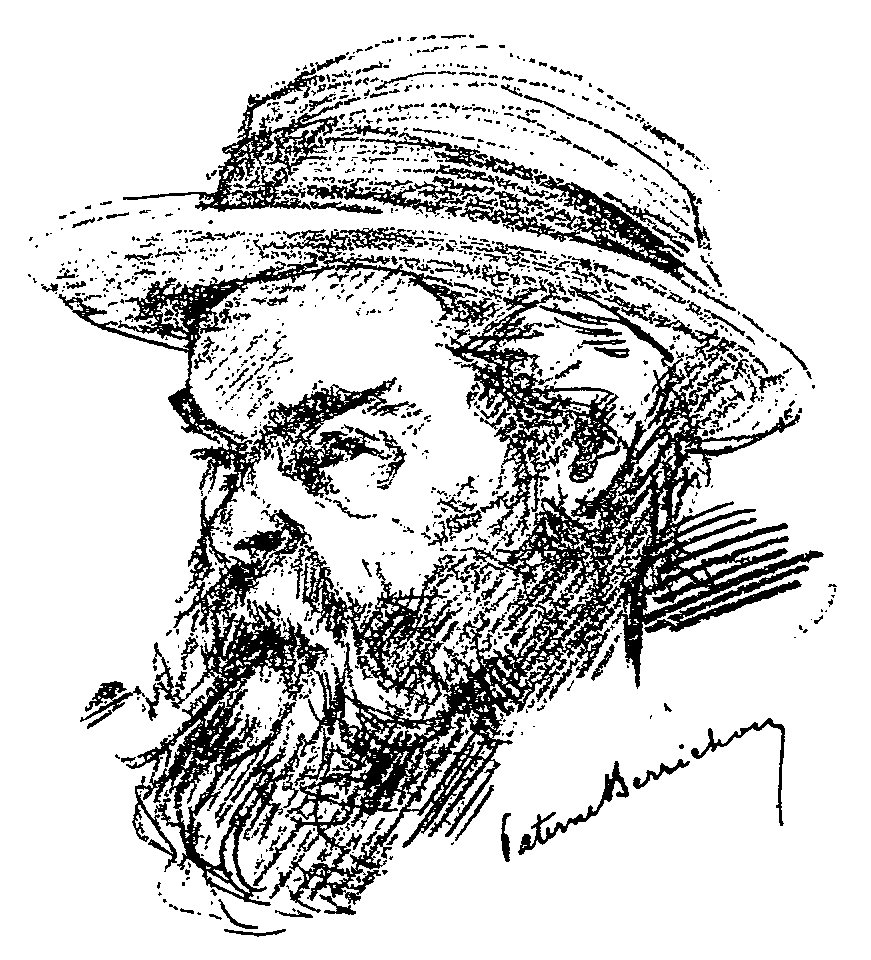
Ilustración de Verlaine, por Paterne Berrichon.
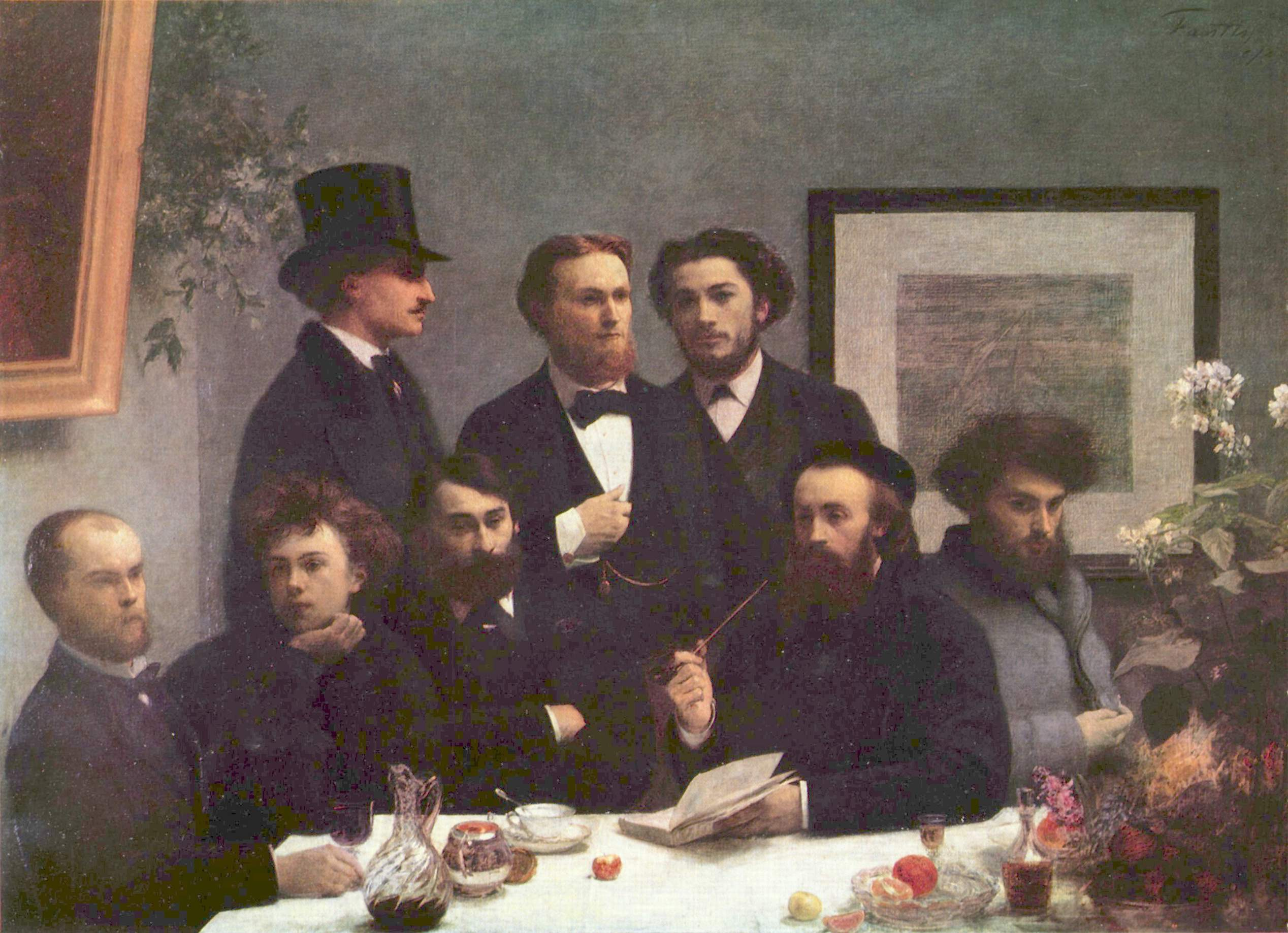
Coin de table, de Fantin-Latour (1872). Verlaine y Rimbaud, a la izquierda.
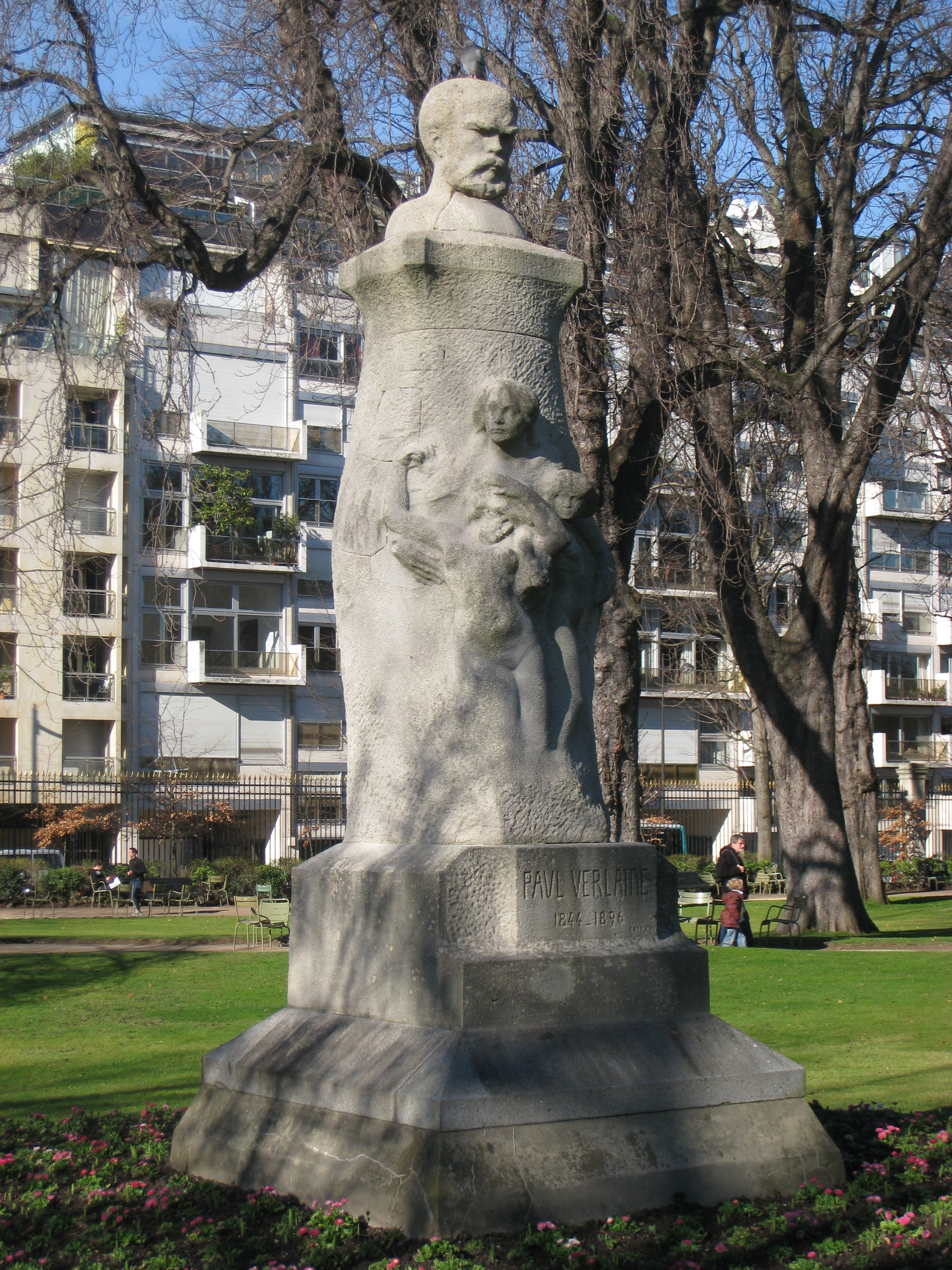
Busto de Verlaine por Rodo, Jardín del Luxemburgo, París.
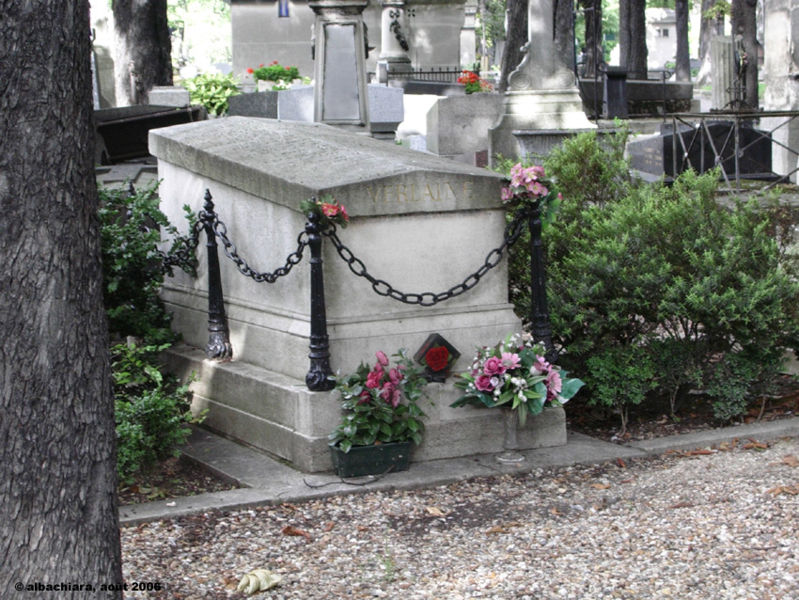
Tumba de Verlaine.
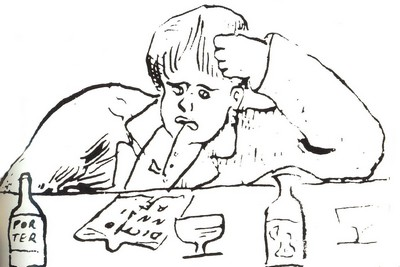
Caricatura de Arthur Rimbaud por Verlaine.
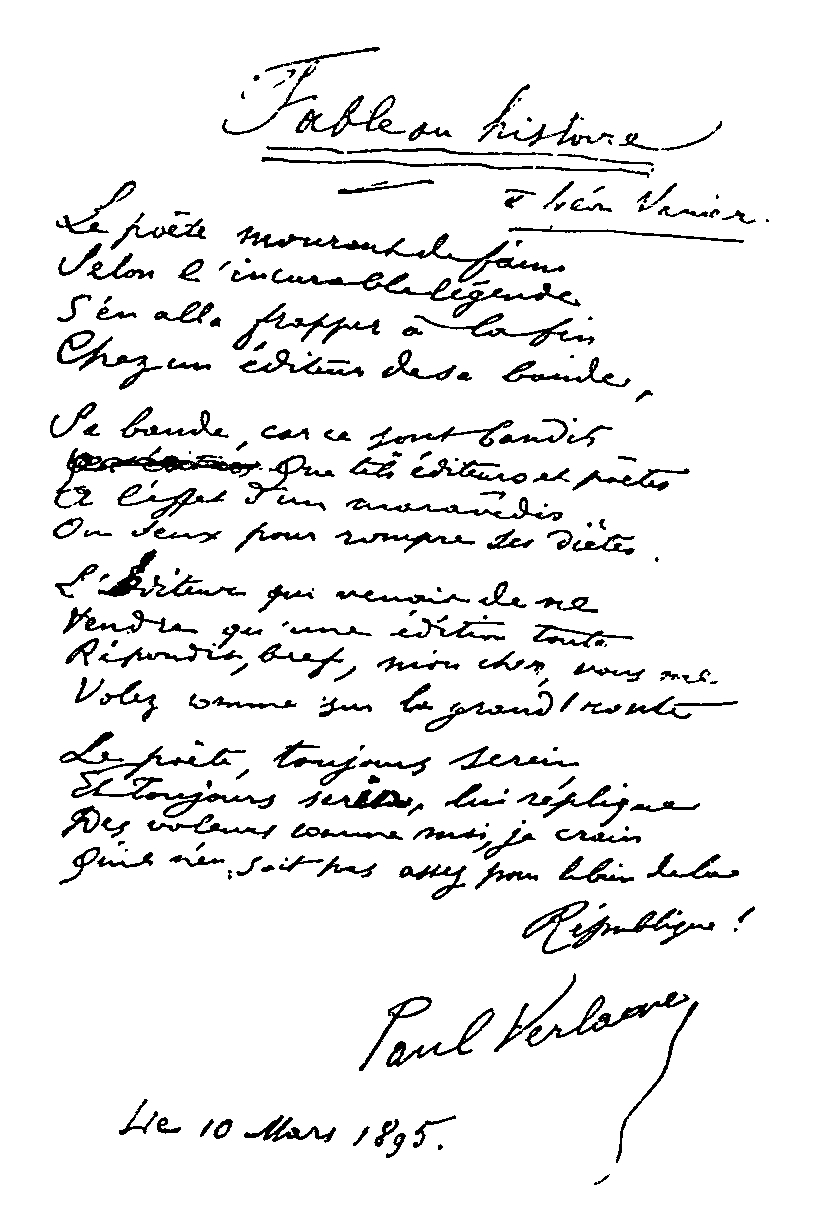
«Fábula o historia», publicada en el poema Invectivas, 1896.